# Імператорська Величність
Ваша Імператорська Величносте або Його/Її Імператорська Величність (His/Her Imperial Majesty, абрв: HIM) — титул або форма звертання, який використовують імператори та імператриці.
Він відрізняє статус і положення імператора/імператриці від статусу короля/королеви, до яких звертаються Ваша Величносте. Носії цього титулу знаходяться у табелі про ранги королівських титулів після найвищих релігійних лідерів, яких у офіційних церемоніях називають "Ваша Святосте".
Королі-імператори іноді використовували форму звертання Імператорської та Королівської Величності (наприклад, імператриця Вікторія мала титул Її Імператорська та Королівська Величність, що була Німецька імператриця та королева Пруссії).
Правлячи британські монархи 1876-1948 рр., також мали титул "Ваша імператорська Величність", адже вони були одночасно й королями Великої Британії й імператорами/імператрицями Індії.
Останній шах Ірану Мохаммед Реза Пахлаві також використовував стиль "Імператорська Величносте". Сьогодні Фарах Пахлаві, вдова-імператриця Ірану в екзилі використовує це звертання як титул ґречності.
В наш час імператор Японії рідко використовує титул "Імператорської величності", натомість віддаючи перевагу більш простому "Ваша Величність". Проте свої імператорські титули активно використовують інші представники імператорської династії Японії.
Нащадки імператора носять титул "Ваша Імператорська Вельможність".